# Otus jolandae
Otus jolandae (лат.) — вид ночных птиц рода совки из семейства Strigidae. Юго-Восточная Азия. Эндемик северной части индонезийского острова Ломбок.
Впервые был обнаружен в 2003 году, но формальное научное описание было опубликовано в 2013 году.

## Распространение
Встречается только на острове Ломбок (в Малайском архипелаге, в группе Малых Зондских островов, в составе Индонезии), где признан единственным эндемичным видом птиц и единственным представителем совиных. Обнаружен в лесах, главным образом, в Национальном парке Гунунг Ринджани, на высотах 25—1350 м.

## Описание
Как и большинство представителей рода совки, вид Otus jolandae обладает преимущественно коричневатой окраской с белыми отметинами на оперении. Длина O. jolandae составляет около 23 см от головы до хвоста. Половой диморфизм в отношении размера или цвета не обнаружен. Длина крыльев 148—157 мм, хвост имеет длину 73—75 мм. Наиболее близким видом может быть молуккская совка O. magicus, от которой новый вид отличается особенностями пения.

## Этимология
Видовое научное название jolandae происходит от имени биолога Иоланды Люксенбург (Dr Jolanda Luksenburg), которая первой обнаружила новый таксон в 2003 году. Местное название птицы Celepuk Rinjani происходит от названия горы Ринджани, действующего стратовулкана высотой 3700 м. Совка также известна под именем burung pok, что ономатопеически связывают с особенностями её пения.